# جان پارتریج
جان پارتریج (انگلیسی: John Partridge؛ زادهٔ ۲۴ ژوئیهٔ ۱۹۷۱) بازیگر، رقصنده، خواننده و مجری تلویزیون اهل بریتانیا است. وی از سال ۱۹۸۸ میلادی تاکنون مشغول فعالیت بوده‌است.